# Оснежицы

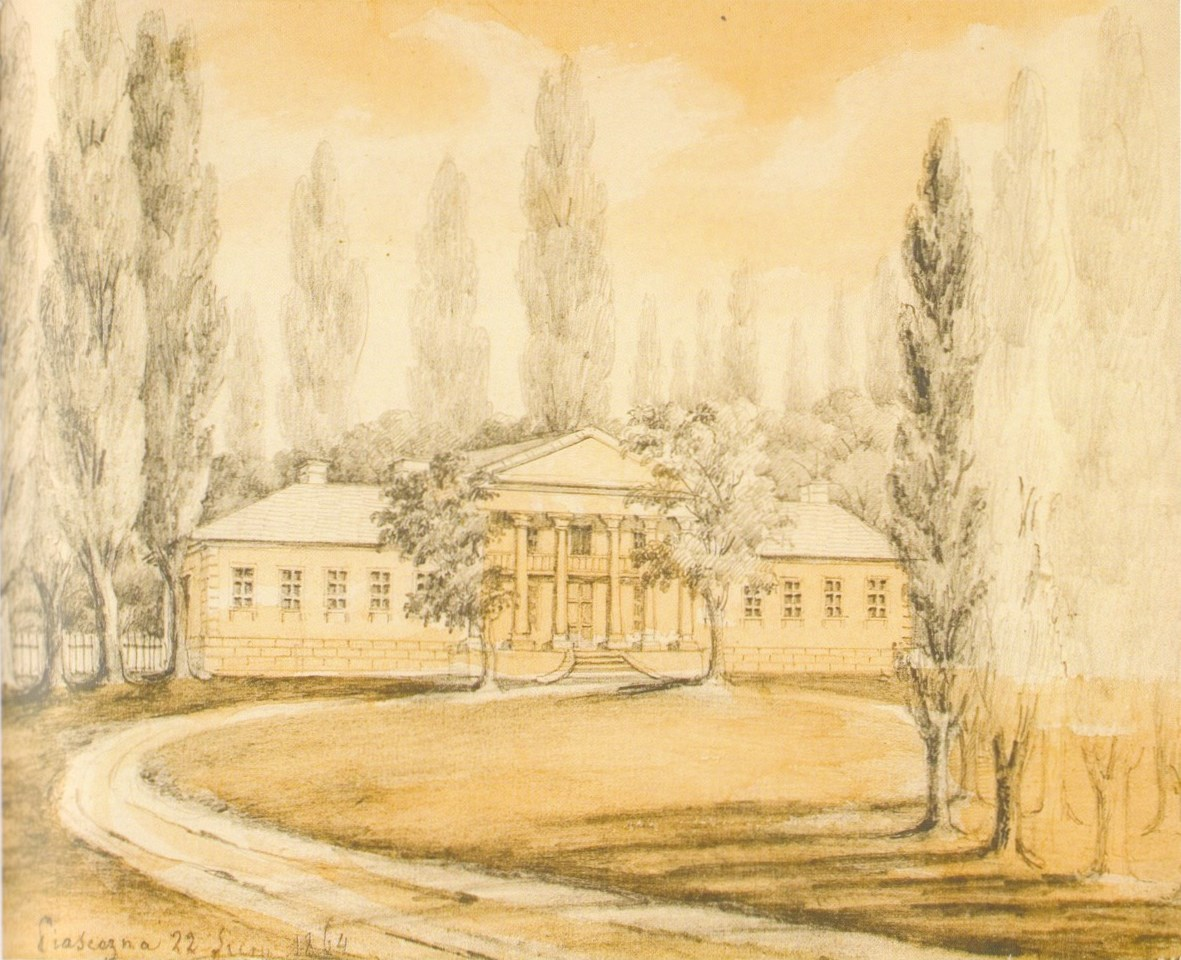
Усадьба «Пясечно» на картине Наполеона Орды 1864 года. Усадьба находилась к западу от Оснежиц, не сохранилась

Осне́жицы (бел. Аснежыцы; до нач. XX в. — Оснежичи) — агрогородок в Пинском районе Брестской области Беларуси. Административный центр Оснежицкого сельсовета. Население — 1334 человека (2019).

## География
Оснежицы находятся в 8 км к северо-востоку от Пинска и в 4 км к востоку от пересечения автодорог М10 и Р6. Местные дороги связывают населённый пункт с северо-восточными кварталами Пинска и с деревней Купятичи. Местность принадлежит к бассейну Днепра, вокруг села находится сеть мелиоративных каналов со стоков в реку Ясельда, протекающую километром севернее Оснежиц.

## Этимология
Название происходит от слова «оснежица» — место, где долго сохраняется снег, либо естественного либо искусственного происхождения, используемое в качестве ледника.

## История
- XVI век — поселение принадлежит имению Довгердишки Завиши (по привилегиям королевы Боны от 1524 года).
- 1557 год — переходят Макару Мартиновичу от Криштова и Яна Завиши.
- 1592 год — деревней владеет Ежи Каренги.
- с XVII до XVIII века владеют пинские иезуиты, которых по привилегии короля Станислава Августа Понятовского сменяет городской судья Адам Скирмунт.
- XIX век — состоит из двух поселений. По статистике 1880-х годов, в одной из них находилось 36 дворов, в другой — 16.

С начала XX века действует народное училище (70 учеников), преобразованное в межвоенный период в трехклассную начальную школу.
- 1970-е — деревня застраивается по проекту, формируется архитектурный облик поселка городского типа.

## Культура
- Дом ремёсел[5]
- Центр культуры и досуга
- Музей ГУО "Оснежицкая средняя школа"
- Музейная комната истории Пинского района в районном Центре культуры и досуга[6]. Открыта в 2020 году в день 80-летия Пинского района

## Достопримечательность
- Центральная усадьба колхоза «Оснежицкий»[7].
- Часовня-колонна св. Иоанна Крестителя (1775).

### Памятник, скульптура
- Памятник дважды Горою Социалистического Труда, председателю колхоза В. А. Ралько[7](1981) —   Историко-культурная ценность Республики Беларусь, шифр 112Ж000548.
- Мемориальная доска в честь трудовой славы колхоза.

### Утраченное наследие
- Усадебно-парковый ансамбль "Пясечно".